# 15a edició dels Premis Mestre Mateo
La 15a edició dels premis Mestre Mateo fou celebrada el 4 de març de 2017 per guardonar les produccions audiovisuals de Galícia del 2016. Durant la cerimònia, l'Academia Galega do Audiovisual va presentar els Premis Mestre Mateo en 25 categories d'entre 176 candidatures. La llista de finalistes fou feta pública a la seu de la SGAE a Santiago de Compostel·la el 7 de febrer de 2017 pels actors Fede Pérez i María Vázquez.
La gala va tenir lloc el 4 de març a l'Auditori Gaviota del PALEXCO de La Corunya i fou presentada per l'actriu Iolanda Muíños sota la direcció de Manolo Cortés. La gran triomfadora fou la pel·lícula María (y los demás), que va obtenir 5 premis de 13 nominacions, mentre que la sèrie Dalia, A Modista va obtenir 4 premis.

## Premis

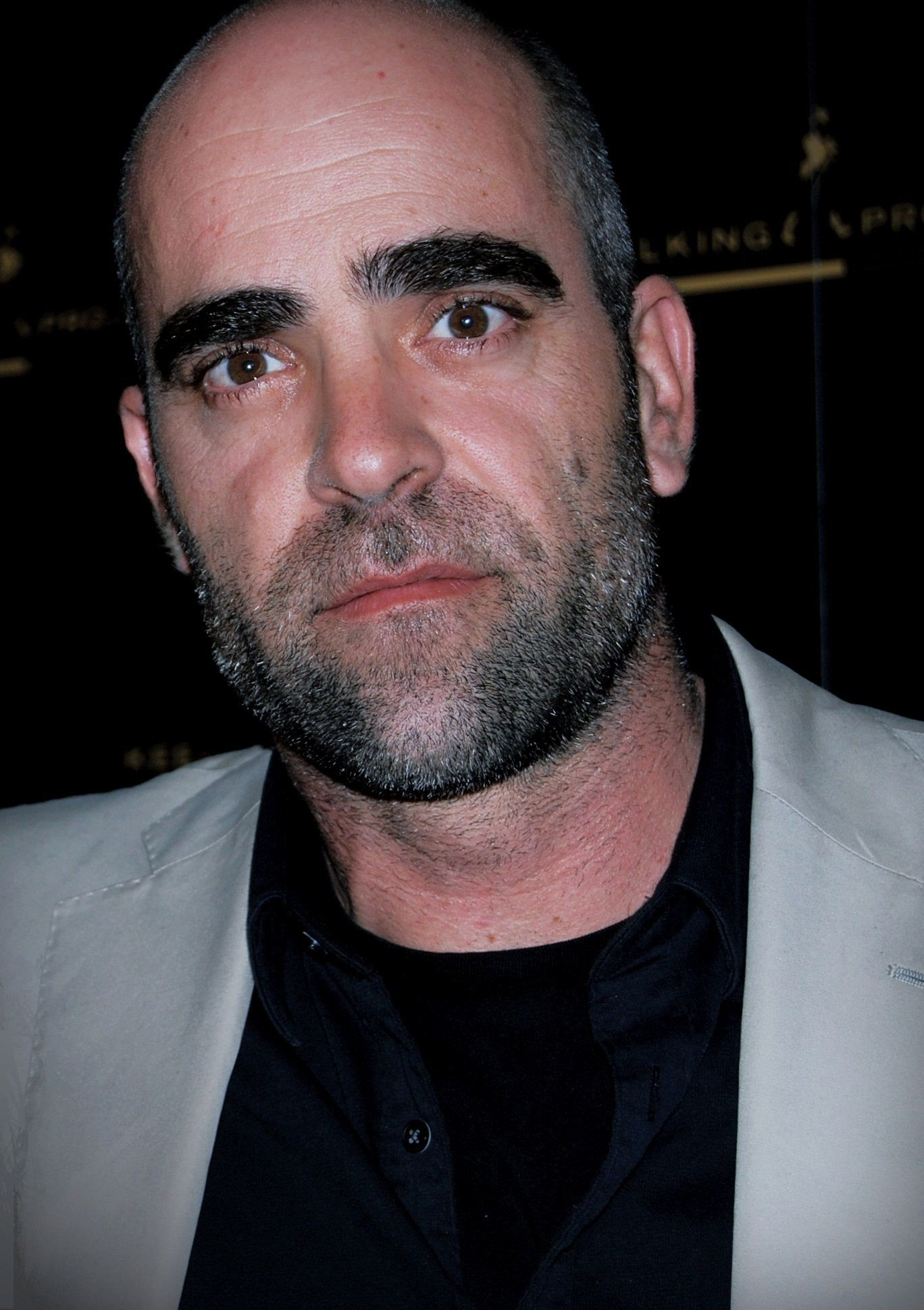
Luis Tosar, millor actor

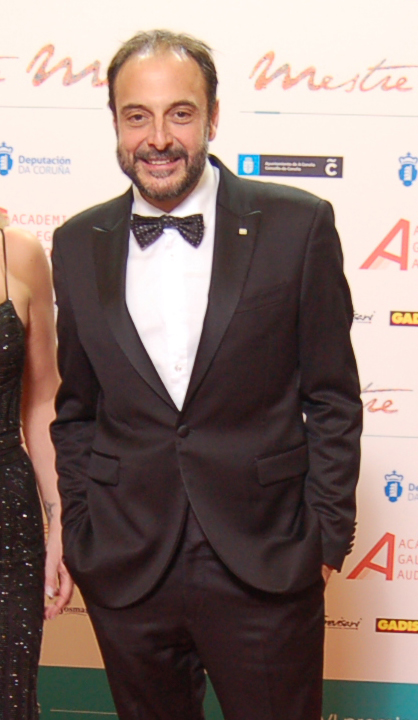
Roberto Vilar, millor comunicador

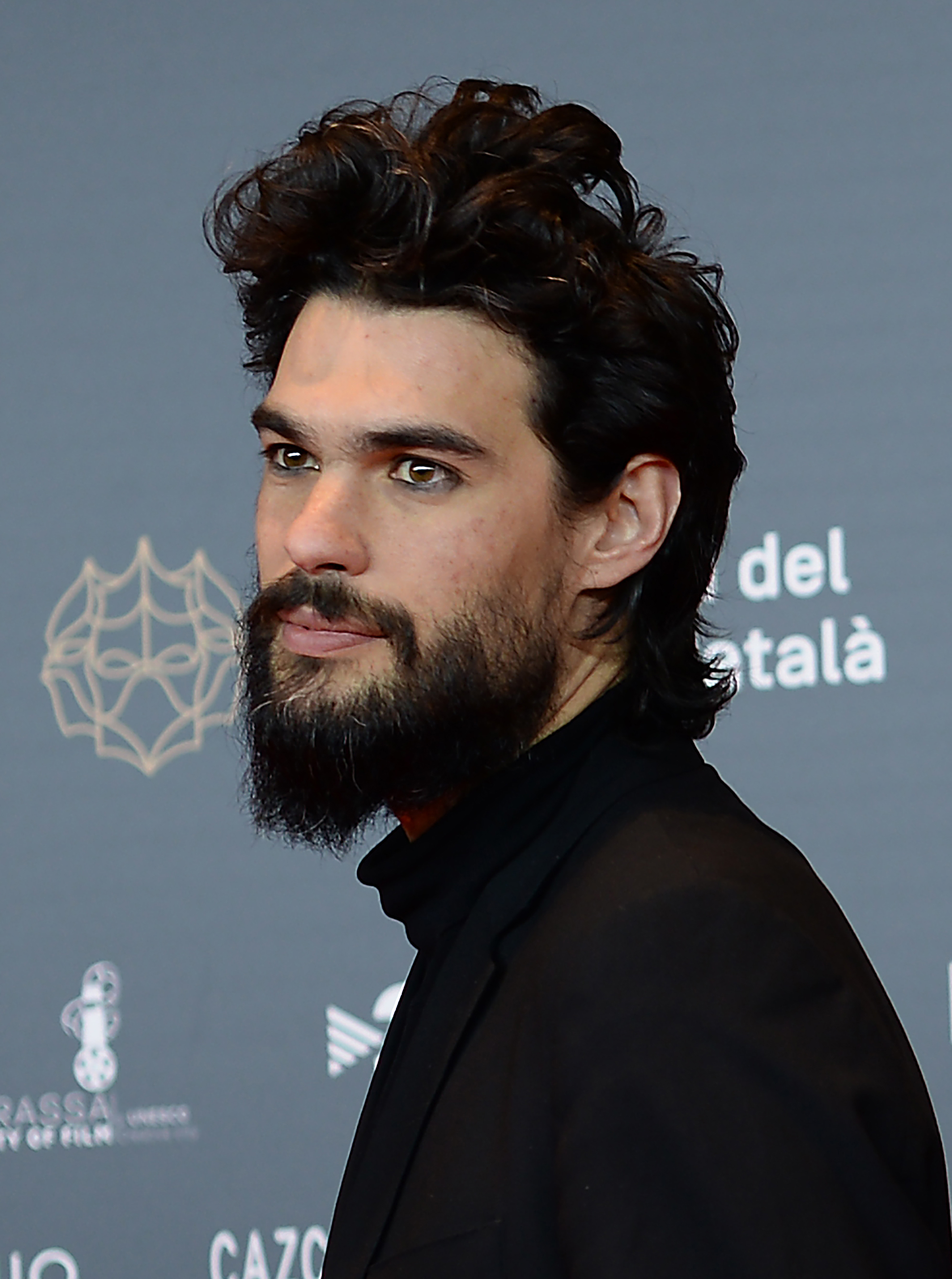
Óliver Laxe, millor director

Els guanyadors són els que apareixen en primer lloc i destacats en negreta.
| Millor pel·lícula | Millor director |
| --- | --- |
| - María (e os demais) – Frida Films, Avalon, TVG, Movistar Plus i TVE - Cen anos de perdón – Vaca Films, Morena Films, Telecinco Cinema, Telefónica Studios, K&S Films, Marenostrum Productions - Migas de pan – Xamalú pel·lículas i RCI Producciones - Mimosas – Zeitun Films, La Prod i Rouge International | - Óliver Laxe – Mimosas - Nely Reguera – María (e os demais) - Daniel Calparsoro – Cen anos de perdón - Giselle Llanio – Dalia, a modista |
| Millor actor | Millor actriu |
| - Luís Tosar – Cen anos de perdón com El Gallego - Federico Pérez – Era visto! com Moncho - Mighello Blanco – Serramoura com Diego Bazán - Monti Castiñeiras – Sicixia com Xiao | - Bárbara Lennie – María (e os demais) com María - María Mera – Dalia, a modista com Dalia - María Vázquez – Augasquentes como An Ledo - Marta Lado – Sicixia com Olalla |
| Millor actor secundari | Millor actriu secundària |
| - Monti Castiñeiras – Serramoura com Mario Piñeiro - Alfonso Agra – Serramoura com Tomás Penedo - Antonio Durán "Morris" – Pazo de familia - Xoán Fórneas – Dalia, a modista | - Covadonga Berdiñas – Dalia, a modista - Beatriz Serén – Pazo de familia - Carmen Méndez – Pazo de familia - María Vázquez –María (e os demais) |
| Millor guió | Millor realitzador |
| - María (e os demais) – Nely Reguera, Diego Ameixeiras, Eduard Sola, Valentina Viso, Roger Sogues - Mimosas – Óliver Laxe, Santiago Fillol - Migas de pan – Manane Rodríguez, Xavier Bermúdez - Cen anos de perdón – Jorge Guerricaechevarría                                                                  | - Deportes Imposibles – Gaspar Broullón Pastoriza - Land Rober - Tunai Show – José Villaverde - Que casas! – Gael Herrera Batallán - Verbenalia – Teo Manuel Abad |
| Millor videoclip | Millor documental |
| - Restos de un Naufragio' – Igloo - A Cidade – Magín Blanco i Uxía Senlle - Cedeira – Guadi Galego - Drop – Skygaze | - Esquece Monelos – Danga Danga Audiovisuais - A Seara – Produción A Fonsagrada i TVG - Manuel María. Paixón de palabra e terra – Pixel Films, Casa Museo Manuel María i TVG - Pelerinaxes – Noveolas Producciones                                                              |
| Millor sèrie de televisió | Millor programa de televisió |
| - Serramoura – Voz Audiovisual para TVG - Era visto! – Producións Zopilote e TVG - Dalia, a modista – TVG e CTV - Nós – Osdous Ardebullo | - Land Rober - Tunai Show – TVG i CTV amb Destino Bergen - Zigzag diario – TVG - Buscando Ardebullo – Osdous Ardebullo - Deportes Imposibles – Daruma Media |
| Millor direcció de producció | Millor direcció artística |
| - Felipe Lage Coro, Rafael Álvarez – Mimosas - Concha Fontenla –Dalia, a modista - Sergio Frade – María (e os demais) - Paula Fernández – Serramoura | - Suso Montero – Dalia, a modista - Ángel Amaro – Serramoura - Juan Pedro de Gaspar – Cen anos de perdón - Andrea Pozo – María (e os demais) |
| Millor comunicador de televisió | Millor muntatge |
| - Roberto Vilar – Land Rober - Tunai Show - María Solar – A Revista fin de semana - Rodrigo Vázquez – O país máis grande do mundo - Xosé Barato – Desafío nos fogóns | - Esquece Monelos – Sandra Sánchez - Sicixia – Fernando Alfonsín - Cen anos de perdón – Antonio Frutos - María (e os demais) – Aina Calleja |
| Millor música original | Millor so |
| - María (e os demais) – Nico Casal - Esquece Monelos – Sergio Pena - Augasquentes – Manuel Riveiro - Dalia, a modista – Manu Conde | - María (e os demais) – Juan Gay, Diego Staub, Miguel Barbosa - Dalia, a modista – Iván Ogando - Mimosas – Emilio García, Amanda Villavieja, Sergio González - Serramoura – Alfonso Couceiro, Víctor Seixo, Santi Jul i Iván Laxe                                               |
| Millor fotografia | Millor maquillatge i pentinat |
| - Esquece Monelos – Jaime Pérez - María (e os demais) – Aitor Echeverría - Cen anos de perdón – Josu Inchaustegui - Dalia, a modista – Suso Bello | - Dalia, a modista – María Illobre - Serramoura – Natalia Arcay, Noelia Arcay - María (e os demais) – Susana Veira, Beatriz Antelo - Migas de pan – Susana Veira, Yolanda Sousa, Mariana Correa, Sandra Ramos, María Laura Rebora                                               |
| Millor seèie web | Millor producció de publicitat |
| - Galicia Crime – Cousas Veredes - El Viaje – Vigópolis i Galifornia Films - Dalle Jas! – Audiobeesual - Mamá pon la Webcam – Illanes | - Cando chega o inverno – 300 Kilos - Cambados, feito a man – Miss Movies - Beard Mourning – el Final que tu barba merece – Bululú Creativos & I Do Visual - Abanca–Imposible sen ti – Tex45 Producións en col·laboració amb Ainé Producións                                    |
| Millor curtmetratge | Millor curtmetratge d'animació |
| - Einstein-Rosen – Miss Movies - As vacas de Wisconsin – El Dedo en el Ojo - Lurna – Nani Matos - Quinta Provincia – Audiobeesual | - Decorado – Abano Producións, Uniko Estudio Creativo e Autor de Minuit - Actividade cinexética – Daniel Viqueira Carballal - Cartas a Superman – David Fidalgo Omil - The Magic Oven – Andrea Sánchez, Natalia Senra, Sandra Varela e Facultade Ciencias da Comunicación (UDC) |
| Millor disseny de vestuari | |
| - Dalia, a modista – Ana López - María (e os demais) – Aránzazu Domínguez - Cen anos de perdón – Patricia Monné - Urxencia Cero – Saturna | |

## Premis especials

### Premio de Honra Fernando Rey
- Marta Villar[5]

### Premi José Sellier
- Programa En Xogo de TVG[6]